# Sticking Places
「Sticking Places」（スティッキングプレイシズ）は、スフィアの楽曲。松井洋平が作詞、倉内達矢が作曲を手掛けた。ユニットの13枚目のシングルとして2013年11月27日にGloryHeavenから発売された。

## 音楽性
本曲は、テレビアニメ『勇者になれなかった俺はしぶしぶ就職を決意しました。』のエンディングテーマに起用された。選曲は『勇しぶ。』の世界観を意識して行われ、作詞を手掛けた松井も原作を読んで制作したという。そのため歌詞中にも主人公・ラウルの想いが込められたフレーズが散りばめられるなど、同作品の世界観が反映されているという。
就職活動者や受験生への背中を押す前向きで強い曲に仕上がっている。
レコーディングは結成5年目ということもあり、戸松遥自身「スフィアとしての新境地が開けた」と語っている。
PVは、河口湖周辺のスタジオで丸一日かけて撮影され、メンバー全員がバーベキューを焼いたり模型飛行機を飛ばすなどアウトドアを意識した内容に仕上がっている。

## シングルリリース
2013年11月27日にGloryHeavenから発売された。スフィアのシングルとしては前作「GENESIS ARIA」から約7か月ぶりのリリースとなる。
販売形態は限定生産盤（LASM-34157/8）・通常盤（LASM-4157）・期間限定アニメ盤（LASM-34159）の3種リリースで、限定生産盤には本曲のPVを収録したDVDが同梱されている。ジャケットは、限定生産盤と通常盤は大人っぽい雰囲気のスフィアが映っているが、期間限定盤は『勇者になれなかった俺はしぶしぶ就職を決意しました。』のメインキャラクターであるラウルとフィノが描かれている。
2曲目「輪郭の無い未来へと」は、戸松遥曰く「希望に満ちた曲」で、スフィアがこれまで歌ったフレーズが凝縮されているという。
ちなみに寿美菜子によれば、表題曲、カップリング共曲調は違うものの、世界観はつながっているという。

## シングル収録内容
| #         | タイトル                          | 作詞      | 作曲・編曲 | 時間  |
| --------- | --------------------------------- | --------- | ---------- | ----- |
| 1.        | 「Sticking Places」               | 松井洋平  | 倉内達矢   | 4:43  |
| 2.        | 「輪郭の無い未来へと」            | rino      | 松田彬人   | 5:00  |
| 3.        | 「Sticking Places」(Off Vocal)    |           |            | 4:43  |
| 4.        | 「輪郭の無い未来へと」(Off Vocal) |           |            | 5:01  |
| 合計時間: | 合計時間:                         | 合計時間: | 合計時間:  | 19:27 |

| #  | タイトル                         | 作詞 | 作曲・編曲 |
| -- | -------------------------------- | ---- | ---------- |
| 1. | 「Sticking Places」(Music Video) |      |            |

## チャート
| チャート（2013年）                | 最高位 |
| --------------------------------- | ------ |
| オリコン                          | 15     |
| Billboard JAPAN Hot 100           | 46     |
| Billboard JAPAN Hot Animation     | 5      |
| Billboard JAPAN Hot Singles Sales | 15     |
| サウンドスキャンジャパン          | 19     |